# Центар Руме
Центар Руме је заштићена просторно културно-историјска целина и културно добро у Србији. Налази се на територији општине Рума, у насељу Рума.
Заштићена просторно културно-историјска целина простире се на око 6 hа и настала је од краја осме деценије 18. века до средине осме деценије 20. века. Обухвата средишни део Главне улице и почетни део Орловићеве и Железничке улице у којима се налазе објекти јавне намене, сакрални, али и приватни објекти.
Најстарији објекат су зграда некадашње Фрањевачке гимназије, зграда некадашњег Магистрата, римокатоличка црква Уздизања Часног Крста, Српска православна црква Сошествија Светог Духа, зграда Српске народне школе и друге.
Центар Руме стављен је под заштиту новембра 2023. године а објекти су категорисани у две категорије: споменици културе и објекти са посебним споменичким вредностима.